# FC Yverdon Féminin
FC Yverdon Féminin ist ein Schweizer Frauenfussballteam aus Yverdon-les-Bains. Das Team spielt seit der Saison 2006/07 in der Nationalliga A. Am 15. Mai 2010 gewann Yverdon Féminin den Schweizer Cup Frauen gegen das weibliche Team der BSC Young Boys mit 3:2 nach Verlängerung. Zum ersten Mal seit 1977 errang damit ein Team aus der Romandie den Cup. 2011 wurde der Cupgewinn wiederholt, als man erneut die YB-Frauen schlug.